# 新沃洛德米里夫卡 (蘇梅州)
52°6′44″N 34°4′32″E / 52.11222°N 34.07556°E
新沃洛德米里夫卡（烏克蘭語：Нововолодимирівка）是位於烏克蘭東北部的村莊，由蘇梅州紹斯特卡區的中布達市鎮負責管轄。該村處於茲諾比夫卡河右岸，距離沙利米夫卡6公里，海拔高度180米，2001年人口55。